# Chan Vathanaka
Chan Vathanaka (Khmer ចាន់ វឌ្ឍនាកា; * 23. Januar 1994 in der Provinz Kampot) ist ein kambodschanischer Fußballnationalspieler. Er ist auch unter dem Namen CV11 bekannt. Er wird auf der Position eines Stürmers eingesetzt.

## Karriere

### Klubs
In seiner Jugend spielte er beim Svay Rieng FC, dort sollte er dann auch seine ersten Einsätze in seiner weiteren Karriere haben. Im Sommer 2012 wechselte er dann zum Boeung Ket FC, wo er seine erfolgreichste Zeit erleben sollte, an deren Ende 116 Tore in 99 Einsätzen stehen sollten.

#### Erfolgreiche Zeit bei Boeung
Am 1. August 2015 erzielte er alle 6 Tore beim 6:0-Sieg seiner Mannschaft gegen Asia Euro United. Davor erzielte er am 11. Juli allerdings auch noch insgesamt 8 Tore im 12:2-Sieg gegen den Kirivong Sok Sen Chey FC. Dies war die höchste Anzahl von einem einzigen kambodschanischen Spieler in der Liga. Ebenso kam er damit auf insgesamt 16 Tore in den ersten 8 Spielen der Saison 2015. Im Halbfinale der Mekong Club Championship 2015 schoss er für seine Mannschaft alle 3 Tore im 3:2-Sieg über den vietnamesischen Klub Becamex Bình Dương. Was seinem Klub schließlich den Einzug in das Finale möglich machte. Trotzdem wurde das Final dann 1:0 gegen den thailändischen Klub Buriram United verloren. Er schloss das Turnier allerdings trotzdem mit 5 Toren als Torschützenkönig ab. Zudem wurde er zum besten Spieler des Turniers gewählt. Er schloss die Saison 2015 in der Liga mit 35 Toren ab. Insgesamt kam er über alle Wettbewerbe hinweg auf 55 Tore. Dies waren unter allen südostasiatischen Spielern die meisten.
In seinem ersten Spiel der Saison 2016 erzielte er einen Hattrick in unter fünf Minuten gegen den CMAC FC; Boeung gewann das Spiel am Ende mit 6:0. In einem Spiel gegen Svay Rieng am 21. Mai drehte er für seine Mannschaft noch das Spiel, indem er in den Minuten 85. 89. und 90.+3 ein Tor erzielte und seine Mannschaft damit mit 3:1 gewann. Das erste Tor, ein kühner links füßiger Volley aus einer Flanke heraus, wird als eines der besten Tore der Saison benannt. Auch diese Saison sollte er als Torschützenkönig beenden, dieses Mal mit einem Endergebnis von 22 Toren. Trotzdem konnte er mit seiner Mannschaft erst am letzten Spieltag die Meisterschaft mit nur einem Punkt Unterschied einfahren.
Im Januar 2017 wurde er dann nochmal zum Fujiyeda MYFC in die japanische J3 League ausgeliehen. Dort bekam er auch seine mittlerweile ikonische Nummer 11 kam aber nie auf einen Einsatz in der Startelf und wurde auch nur ein einziges Mal in der letzten Minute eines Spiels eingewechselt.

#### Zeit danach
Im Dezember 2017 schloss er sich im Vorfeld der malaysischen Super League Saison 2018 dann dem Pahang FA an. Am 8. Mai 2018 wurde er dann von seinem Klub aufgrund der schwachen Leistungen entlassen.
Dadurch kehrte dann nach Kambodscha zurück um sich seinem früheren Erfolgsklub Boeung Ket anzuschließen. Von dort ging er dann im Januar 2019 auf Basis eines kostenlosen Vertrages wieder nach Malaysia, dieses Mal zum PKNS FC. Dort bekam er aber nicht mehr die Nummer 11 auf seinem Trikot, sondern die 29 zugewiesen. Somit wurde aus CV11 dann CV29. Insgesamt war er hier mit 3 Toren in 18 Einsätzen erfolgreicher als bei Pahang. Im Sommer 2019 ging es für ihn dann aber auch wieder zurück zu Boeung.

### Nationalmannschaft
Sein Debüt in der A-Mannschaft bestritt er am 22. März 2013 in der Qualifikation zum AFC Challenge Cup 2014 gegen die Mannschaft von Turkmenistan.
Außerdem spielte er eine wichtige Rolle in der Qualifikation zur Weltmeisterschaft 2018. In seinem ersten Spiel der Qualifikation zuhause gegen Macau wurde er eingewechselt und erzielte zwei Tore. Das zweite war ein donnernder Freistoß; das Spiel wurde mit 3:0 gewonnen. Am 28. Juli 2016 erzielte er in einem Freundschaftsspiel ein Freistoß-Tor gegen Singapur (19. Minute). Das Spiel wurde mit 2:1 gewonnen, was den ersten Sieg über die Mannschaft seit dem Jakarta Anniversary Tournament 1972 darstellte.
Zudem stand er im Kader der AFF Championship 2016. Dort erzielte er in der Gruppenphase zwei Tore gegen Malaysia; das Spiel wurde allerdings 3:2 verloren.

## Erfolge

### Persönlich
- 2012 Cambodia Best Young Player of the Year
- 2013 Hun Sen Cup Goldener Schuh
- 2014 Cambodian League Most Valuable Player
- 2015 Cambodian League Most Valuable Player
- 2015 Cambodian League Goldener Schuh
- 2015 Mekong Club Championship: Most Valuable Player
- 2016 Cambodian League Most Valuable Player
- 2016 Cambodian League Goldener Schuh
- 2017 FFC Best Player of The Year

### Klub
Boeung Ket Angkor
- Cambodian League: Meister (1)
  - 2016
- Cambodian League: Vizemeister (1)
  - 2015
- Mekong Club Championship: Vizemeister (1)
  - 2015

## Privates
Seit Oktober 2015 feiert er seine Tore, indem er auf das Tattoo auf seinem rechten Arm küsst. Dieses Tattoo stellt eine Erinnerung an seine Eltern und seine Familie dar. Zudem hat er eine Passion für Karaoke und Musik. Als er im September 2015 verletzt war, verbrachte er sieben Stunden mit dem kambodschanischen Sänger Meas Soksophea und nahm einige Songs auf.
Im Januar 2016 wurde er Botschafter des guten Willens für das kambodschanische Handy-Unternehmen SEATEL.